# Maciço da Vanoise
O Maciço da Vanoise - Massif de la Vanoise ou só a Vanoise em francês - é um maciço  dos Alpes Ocidentais, grupo dos Alpes Graios, que se situa no  departamento francês da Saboia, e cujo ponto culminante é a Grande Casse com 3.855 m
Encontra-se delimitado a Norte pela Isère e o seu Vale da Tarentaise, a e Sul pelo Rio Arc na Maurienne. Em volta do Maciço da Vanoise encontram-se assim o Maciço des Bauges a Nordeste, o Maciço do Beaufortain e o Maciço do Monte Branco a Norte, os Alpes Graios a Leste, o Maciço do Monte Cenis a Sul, e Cordilheira de Belledonne a Oeste.
É de assinalar que  mais de 40  montanhas ou picos deste maciço se têm mais de 3.200 m de altitude, sendo o mais alto o Grande Casse com 3.855 m.

## Parque
O Parque nacional da Vanoise foi o primeiro parque natural criado em frança em 1963, não só para proteger esta zona que estava a se invadida por estações de esqui mas também para re-introduzir o Íbex que estava em vias de extinção.

## História
Diz-se que em 1859 o alpinista inglês William Mathews veio a Tignes para subir ao monte Iseran que culminaria a 4.440 m, mas quando chegam ao Col de l'Iseran têm de se render à evidência que esse monte é uma legenda.
O Grande Casse foi vencido a 8 Ago. 1986 pelo guia de montanha de Chamonix Michel Croz que acompanhava outro inglês, William Mathews.

## Desportos
Um grande número de estações de desporto de inverno se encontram na região e só para citar as mais conhecidas, tem-se: les Arcs, Méribel, la Plagne, Tignes, Valmorel, Valthorens, etc. 

## Imagens

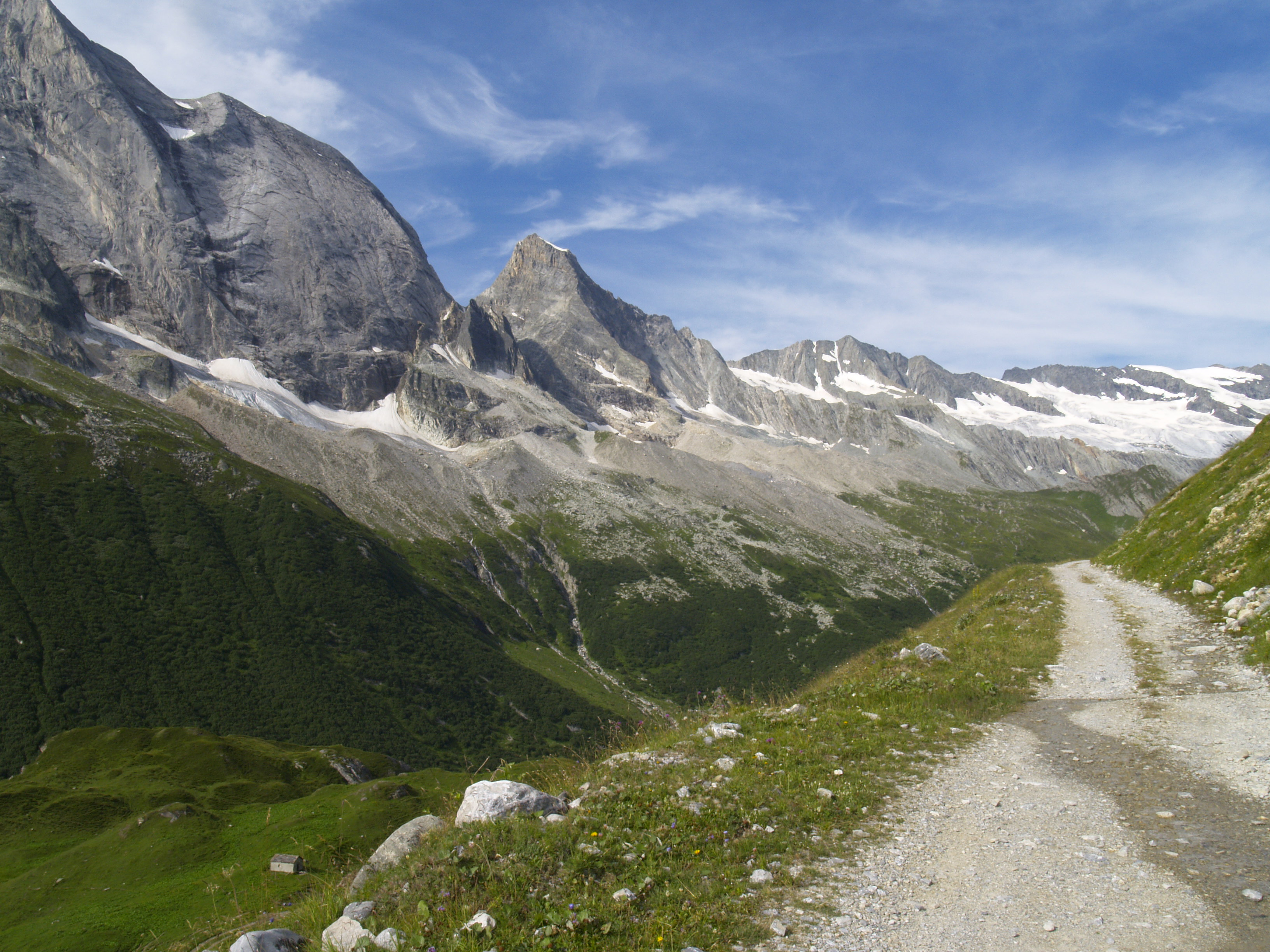
A Vanoise
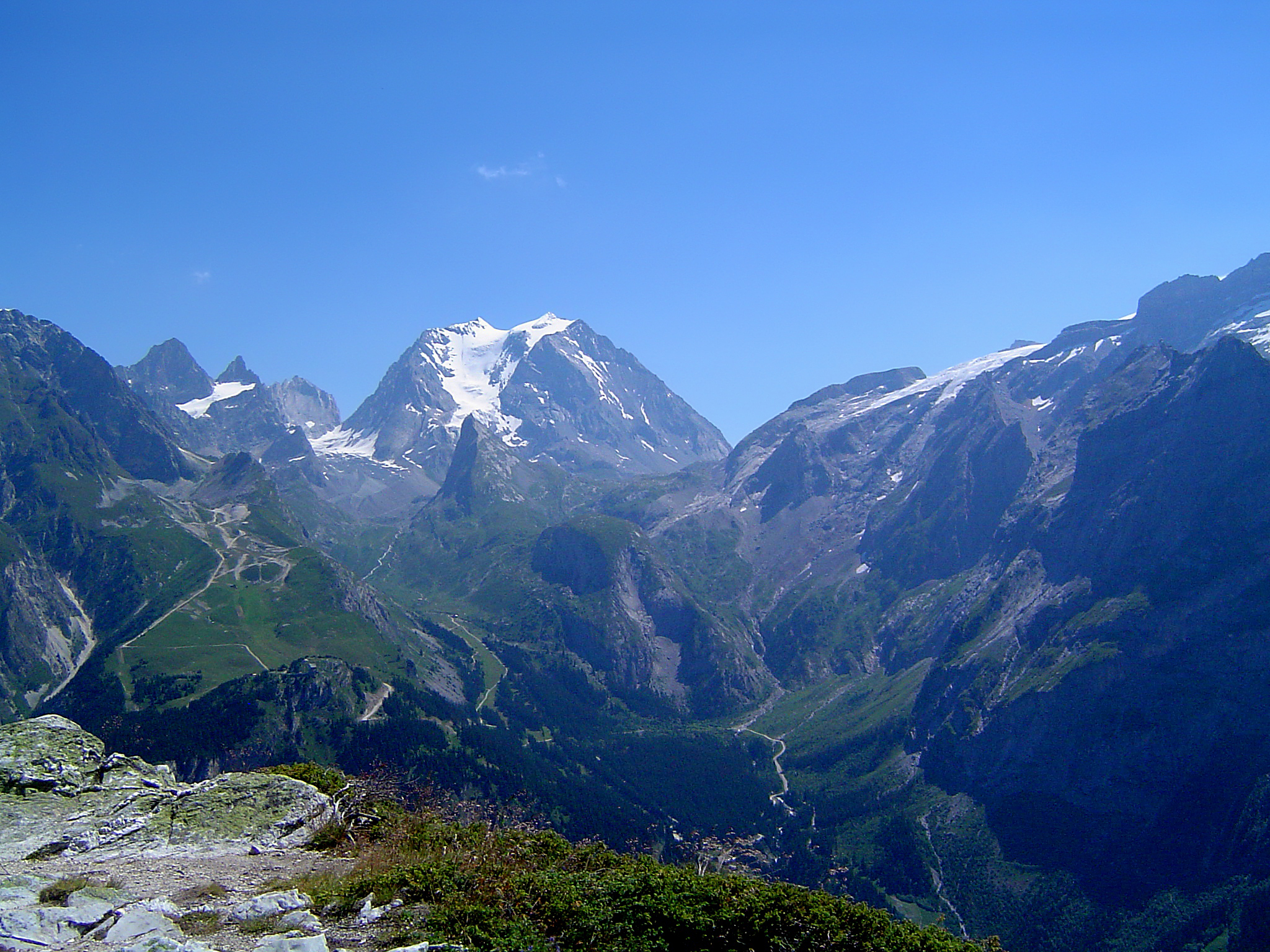
O Grande Casse